# وای فلین‌هلی
وای فلین‌هلی (به انگلیسی: Y Felinheli) یک منطقهٔ مسکونی در بریتانیا است که در گویند واقع شده‌است. وای فلین‌هلی ۲٬۲۸۴ نفر جمعیت دارد.